# یگان ویژه (فیلم ۲۰۰۷)
یگان ویژه (پرتغالی: Tropa de Elite) فیلمی در ژانر جنایی و درام به کارگردانی ژوزه پادیلا است که در سال ۲۰۰۷ منتشر شد. از بازیگران آن می‌توان به واگنر مورا و فرناندا ماچادو اشاره کرد. این فیلم برنده خرس طلایی از جشنواره فیلم برلین شده است.